# آستن هنری لایارد
آستن هنری لایارد (انگلیسی: Austen Henry Layard؛ ۵ مارس ۱۸۱۷–۵ ژوئیهٔ ۱۸۹۴)، جهانگرد، باستان‌شناس و دیپلمات بریتانیایی بود. شهرت او بیشتر به خاطر کشف کتابخانه آشوربانی‌پال در نینوا است. او در پاریس به دنیا آمد و تحصیلات خود را در ایتالیا انجام داد. پس از سفرهایی که در ایران کرد به استانبول رفت و به تشویق سفیر بریتانیا به مناطق باستانی آشور در نزدیک موصل رفت و به کاوش باستان‌شناسی و شناسایی آثار باستانی پرداخت.
در سال ۱۸۴۰ میلادی، قصر آشور ناصیرپال که به قصر شمال غربی نیز مشهور است، اولین بار توسط لایارد حفاری شد. در همین حفاری‌ها مجسمه‌های گاوهای نر بالدار کشف شدند که اکنون در موزه بریتانیا نگهداری می‌شوند. آستین هنری لایارد تعداد زیادی از تخته‌سنگ‌های دیواره سالن‌ها و حیاط درونی کاخ‌ها را نیز کشف کرد. این تخته‌سنگ‌های منقش همه از سنگ آهک موجود در منطقه ساخته شده و تصاویری از پادشاه در ضیافت‌های رسمی، شکار شیر یا صحنه‌هایی از جنگ و مناسک مذهبی روی آن‌ها کنده شده‌است.

## آثار
- ماجراهای اولیه در ایران، شوش و بابل (با نام سفرنامه لایارد و ترجمه مهراب امیری در سال ۱۳۶۷ در ایران منتشر شده‌است).
- کتاب سیری در قلمرو بختیاری و عشایر خوزستان